# Peter Hitchcock

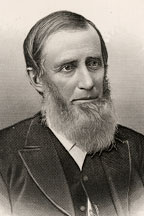
Peter Hitchcock

Peter Hitchcock (* 19. Oktober 1781 in Cheshire, Connecticut; † 4. März 1853 in Painesville, Ohio) war ein US-amerikanischer Jurist und Politiker. Zwischen 1817 und 1819 vertrat er den Bundesstaat Ohio im US-Repräsentantenhaus.

## Werdegang
Peter Hitchcock erhielt eine klassische Ausbildung und studierte danach bis 1801 am Yale College. Nach einem anschließenden Jurastudium und seiner 1804 erfolgten Zulassung als Rechtsanwalt begann er in Cheshire in diesem Beruf zu arbeiten. Im Jahr 1806 zog er in das Geauga County in Ohio. Politisch wurde er Mitglied der Demokratisch-Republikanischen Partei. Im Jahr 1810 saß er als Abgeordneter im Repräsentantenhaus von Ohio; zwischen 1812 und 1815 gehörte er dem Staatssenat an, dessen Präsident er im Jahr 1815 war. Er war auch in der Staatsmiliz aktiv, in der er im Jahr 1816 den Rang eines Generalmajors erreichte.
Bei den Kongresswahlen des Jahres 1816 wurde Hitchcock im sechsten Wahlbezirk von Ohio in das US-Repräsentantenhaus in Washington, D.C. gewählt, wo er am 4. März 1817 die Nachfolge von David Clendenin antrat. Da er im Jahr 1818 auf eine weitere Kandidatur verzichtete, konnte er bis zum 3. März 1819 nur eine Legislaturperiode im Kongress absolvieren. Zwischen 1819 und 1832 war Hitchcock Richter am Supreme Court of Ohio. Zeitweise amtierte er dabei als Vorsitzender Richter. Von 1833 bis 1834 war er erneut Mitglied des Staatssenat; im Jahr 1850 nahm er als Delegierter an einem Verfassungskonvent des Staates Ohio teil.
Peter Hitchcock starb am 4. März 1853 in Painesville. Er war seit 1805 mit Nabbe Cook (1784–1867) verheiratet, mit der er zehn Kinder hatte. Sein Neffe Seabury Ford (1801–1855) wurde Gouverneur von Ohio.